# AU Engineering
AU Engineering: (Ingeniørområdet ved Aarhus Universitet) samler alle ingeniøruddannelser på Aarhus Universitet. AU Engineering udbyder uddannelser i Aarhus, Herning og online. 

## Departments
Uddannelserne hører under fire institutter: Institut for Byggeri og Bygningsdesign, Institut for Mekanik og Produktion, Institut for Bio-og Kemiteknologi og Institut for Elektro- og Computerteknologi.